# (35892) 1999 JV82
1999 JV82 (asteroide 35892) é um asteroide da cintura principal. Possui uma excentricidade de 0.17197860 e uma inclinação de 13.27608º.
Este asteroide foi descoberto no dia 12 de maio de 1999 por LINEAR em Socorro.